# Swing state
     Pendenza del <5% verso il candidato democratico Joe Biden
     Pendenza del <5% verso il candidato repubblicano Donald Trump
     Pendenza del 5% e 10% verso Biden
     Pendenza del 5% e 10% verso Trump
     Pendenza del >10% verso Biden
     Pendenza del >10% verso Trump

Gli swing states alle elezioni del 2020. Il presidente Biden ha vinto il voto nazionale per circa il 4%.
Pendenza del <5% verso il candidato democratico Joe Biden
Pendenza del <5% verso il candidato repubblicano Donald Trump
Pendenza del 5% e 10% verso Biden
Pendenza del 5% e 10% verso Trump
Pendenza del >10% verso Biden
Pendenza del >10% verso Trump

Nel sistema politico degli Stati Uniti d'America, uno swing state (Stato in bilico, o altalenante), anche detto battleground state (Stato in disputa, o conteso), purple state (Stato viola), o anche Stato chiave e Stato indeciso, è uno Stato federato nel quale nessun candidato o partito ha un sostegno storico tale da assicurare i punti dello
Stato stesso nel collegio elettorale. Tali Stati sono oggetto di attenzione di entrambi i principali partiti delle elezioni, dato che vincere in questi Stati è la migliore opportunità per un partito di ottenere i voti del collegio. I non-swing states, gli Stati non in bilico, sono talvolta chiamati safe states, Stati sicuri, dato che un candidato gode di un supporto sufficiente tale da poterlo considerare già vincitore nello Stato.

## Origine degliswing states
Nelle elezioni presidenziali statunitensi, il sistema dei collegi elettorali permette a ogni Stato di decidere il metodo con cui indica gli elettori. Dato che nella maggior parte degli Stati i parlamenti vogliono incrementare il potere di voto della maggioranza, tutti gli Stati tranne il Maine e il Nebraska (spiegazione più sotto) utilizzano un sistema di winner-takes-all (chi vince prende tutto) con cui il candidato che ottiene il maggior numero di voti popolari in uno Stato vince tutti i voti del Collegio Elettorale di quello Stato. In questo modo, i candidati presidenziali non hanno incentivi a spendere tempo e risorse in Stati in cui è già molto probabile che vincano o perdano l'elezione con un margine considerevole.
Dato che la campagna nazionale è interessata ai voti elettorali, piuttosto che al voto popolare nazionale, essa tende a ignorare gli Stati in cui crede di poter vincere facilmente. Dato che gli Stati sicuri verranno vinti anche senza una campagna eccessiva, ogni sforzo speso in questi Stati sarà essenzialmente sprecato. Una logica simile indica che la campagna eviterà di spendere troppi sforzi negli Stati in cui è già quasi certa la sconfitta.
Ad esempio, un candidato del Partito Repubblicano può aspettarsi di vincere facilmente in molti Stati del cosiddetto Profondo sud, come Texas, Mississippi, Alabama e Carolina del Sud, che storicamente hanno una forte cultura conservatrice, molto religiosa, ed hanno una storia recente di voto per il partito repubblicano. Il candidato potrebbe attendersi di vincere anche Stati come Wyoming, Utah, Idaho e Nebraska, che condividono valori conservatori ma hanno una più lunga storia di voto per i repubblicani. D'altra parte, lo stesso candidato si aspetterà di perdere in Stati come California, Vermont, Massachusetts, Oregon, Hawaii, Connecticut, Illinois, Rhode Island e New York, tradizionalmente dem, a prescindere da quanta campagna elettorale viene effettuata in tali Stati. I soli Stati in cui la campagna mirerà a spendere risorse, tempo ed energia sono quelli in cui ciascuno dei due candidati potrebbe vincere, ovvero gli Stati altalenanti.
In Maine e Nebraska l'assegnazione dei voti avviene parallelamente a quella per il Senato e la Camera dei Rappresentanti. Due voti elettorali vanno al candidato che ottiene la maggioranza di voti nello Stato, e che ottiene un voto elettorale addizionale per ogni distretto congressuale in cui ottiene la maggioranza. Entrambi questi Stati hanno pochi voti elettorali (per le elezioni del 2016 il Maine ne aveva 4 e il Nebraska 5; il minimo è 3) e non sono di solito considerati in bilico: il Maine è generalmente considerato democratico e il Nebraska è tipicamente repubblicano. Nonostante le diverse regole, solo due volte questi due Stati hanno diviso i loro voti elettorali: il Nebraska nel 2008 ha dato 4 voti al repubblicano John McCain e uno al democratico Barack Obama (che ha vinto il Maine), mentre nel 2016 i voti del suddetto Stato si sono divisi tra Hillary Clinton (3) e Donald Trump (1).
Nelle elezioni del 2004 il Colorado ha votato l'emendamento 36, un'iniziativa che avrebbe assegnato i voti elettorali dello Stato in proporzione al voto popolare dello Stato. L'iniziativa avrebbe dovuto entrare subito in vigore, applicandosi alla selezione degli elettori delle stesse elezioni del 2004, ma in seguito l'iniziativa fallì e il Colorado rimase col sistema presente in 48 altri Stati, quello del "chi vince prende tutto" di cui sopra.

## Determinazione degli Stati in bilico
L'Oregon Daily Emerald citò il professore di scienze politiche dell'Università dell'Oregon Joel Bloom che menzionava tre fattori nell'identificazione di uno Stato come in bilico: «l'esame dei sondaggi a livello di singolo Stato, i numeri di affiliazione ai partiti politici e i risultati delle precedenti elezioni.» L'articolo cita anche Leighton Woodhouse, codirettore di "Driving Votes", che sostiene che vi sia un'uniformità di visione in circa il 75% degli Stati tipicamente definiti in bilico.
Nel dicembre 2008, Sean Quinn di FiveThirtyEight.com fece un esame statistico negli otto Stati delle Montagne Rocciose, e dei loro cambiamenti nel voto tra il 2004 e il 2008, concludendo che erano la "nuova" regione in bilico (swing region) degli Stati Uniti.
Gli Stati in cui l'elezione ha un risultato di quasi parità sono poco utili in caso di elezioni in cui il risultato nazionale è palesemente a favore di uno dei candidati. Invece, gli Stati che votano in maniera simile alle proporzioni del voto nazionale possono essere più utili. Ad esempio, gli Stati "in parità" alle elezioni del 1984 furono Minnesota e Massachusetts; tuttavia, una strategia elettorale centrata su di loro sarebbe probabilmente stata inutile a livello di collegio elettorale, in quanto anche se il candidato democratico Walter Mondale avesse vinto il Massachusetts, avrebbe comunque perso le elezioni. Invece, lo Stato che si rivelò decisivo per la vittoria del Presidente Ronald Reagan fu il Michigan: Reagan vinse il Michigan per 19 punti percentuali, in maniera abbastanza simile al voto nazionale, vinto del 18,2%. Il Michigan sarebbe Stato più rilevante per le elezioni se le elezioni del 1984 fossero state più bilanciate a livello nazionale. In maniera simile, la vittoria di misura del senatore Barack Obama in Indiana nel 2008 avrebbe gonfiato l'importanza dell'Indiana come swing state. Obama perse in Indiana nel 2012, ma fu tuttavia rieletto.
Nel 2012, le elezioni degli Stati della Carolina del Nord, Florida, Ohio e Virginia furono decise da un margine inferiore al 5%. Invece, il Colorado fu il punto critico della vittoria del 2012, come anche lo fu nel 2008: il Colorado votò per Obama con un margine del 5,4%, vicino al margine nazionale di Obama del 3,9%. La Pennsylvania, il New Hampshire e l'Iowa ebbero tutti margini comparabili al Colorado, e furono pesantemente oggetto di attenzioni da parte dei candidati.

## Altalenanza storica
Gli Stati altalenanti dell'Ohio, Connecticut, Indiana, New Jersey e New York furono fondamentali nel risultato delle elezioni del 1888. Similmente, Illinois e Texas furono gli Stati chiave per l'elezione del 1960. Florida e New Hampshire furono invece fondamentali alle elezioni del 2000, e l'Ohio fu di nuovo uno Stato chiave nel 2004. L'Ohio si è guadagnato la reputazione di altalenante a partire dagli anni ottanta, e dal 1960 al 2016 incluso ha sempre votato per il candidato che ha poi vinto le elezioni.

## Critiche e proposte di riforma
Le persone a favore del voto nazionale popolare come metodo di elezione del Presidente sostengono che il sistema elettorale dia agli Stati altalenanti troppo potere nella determinazione del risultato di una elezione, e pertanto ricevono una sproporzionata attenzione da parte dei candidati, oltre che di fondi per la campagna elettorale. Anche se un emendamento costituzionale sarebbe la forma più semplice per cambiare le norme, la difficoltà del compito ha portato ad una proposta per far entrare gli Stati nel cosiddetto National Popular Vote Interstate Compact (Accordo interstatale di voto nazionale popolare), che assegnerebbe i membri del Collegio Elettorale in maniera proporzionale al voto nazionale. La riforma è fortemente dibattuta nelle assemblee degli Stati, poiché cambierebbe di fatto la natura dell'elezione.